# Damp stenkreds
Damp stenkreds er en cirkulær kreds med en diameter på cirka 10 meter i en mindre skov i nærheden af Damp i Sydslesvig. Stenkredsen består af ni store sten (vandreblokke) og mindre rektangulære stensætninger. Stenene er opstillet mod de fire verdenshjørner. Derudover ses der stenlagte veje til stenkredsen og flere tærskelsten og brandsteder. En del af stenkredsen er tilvokset med bregner, mosser og brombær. Kredsen har formodentlig været anvendt som gravplads gennem en stor del af romersk jernalder. 
Stenkredsen blev først opdaget i 1964.